# Agenor (Sohn des Pleuron)
Agenor (altgriechisch Ἀγήνωρ Agḗnōr) ist in der griechischen Mythologie der Sohn des Pleuron und der Xanthippe, ein Enkel des Aitolos und somit ein Nachfahre von Endymion. Er heiratete Epikaste, die Tochter seines Onkels Kalydon, mit der er Porthaon und Demonike zeugte. Pausanias nennt auch Thestios, den Vater der Leda, als Sohn des Agenor.
Bei Hyginus Mythographus sind Agenor und Plexippos die Onkel des Meleagros, die dieser im Anschluss an die Kalydonische Eberjagd erschlug, wären also in dem Fall Söhne des Thestios.